# Булякай (Федоровський район)
Булякай́ (рос. Булякай, башк. Бүләкәй) — присілок у складі Федоровського району Башкортостану, Росія. Входить до складу Булякаївської сільської ради.
Населення — 62 особи (2010; 76 в 2002).
Національний склад:
- мордва — 67%
- росіяни — 32%